# Бушервил (Квебек)
Бушервил (фр. Boucherville) је град у Канади у покрајини Квебек. Према резултатима пописа 2011. у граду је живело 40.753 становника.

## Становништво
Према резултатима пописа становништва из 2011. у граду је живело 40.753 становника, што је за 4,3% више у односу на попис из 2006. када је регистровано 39.062 житеља.
| 2006.  | 2011.  |
| ------ | ------ |
| 39.062 | 40.753 |